# Phrurolithus paludivagus
Phrurolithus paludivagus là một loài nhện trong họ Phrurolithidae.
Loài này thuộc chi Phrurolithus. Phrurolithus paludivagus được miêu tả năm 1926 bởi Bishop & Crosby.